# Львівська лінгвістична гімназія
Львівська лінгвістична гімназія — гімназія міста Львова, з поглибленим вивченням іноземних мов. Це була перша дівоча гімназія у Галичині, створена 4 вересня 1906 року за дорученням митрополита УГКЦ Андрея Шептицького. Будівля знаходиться на вулиці Кирила і Мефодія, 17а.

## Історія навчального закладу
З ініціативи «Клубу Русинок у Львові» (ориг. «Клюбу Русинок у Львові») (товариство засноване в червні 1892 року як центр інтелектуального, товариського, та духовного життя Русинок, в т.ч. осередок підняття в них народного духу) вчителям місцевої Академічної гімназії доручили організувати першу українську дівочу гімназію. Для цього в 1906 році створили окремий Комітет, який очолив о. Спиридон Кархут. Фундатором школи, невтомним опікуном і натхненником молоді став митрополит Андрей Шептицький. За його згодою та дорученням ігуменя Володимира Філевич, яка з радістю привітала цю постанову, 4 вересня 1906 року урочисто відкрили першу українську приватну дівочу гімназію Сестер Василіянок класичного типу.
Вона стала першою українською жіночою школою в Галичині, бо до неї у Львові існували дві державні гімназії, де навчалися хлопці, і вчительська семінарія змішаного типу, тобто для хлопців і дівчат. Гімназія Сестер Василіянок проіснувала до 1939 року і була однією з найстаріших українських середніх шкіл. Гімназія — унікальна школа, яка виховала сотні українських дівчат, дала їм глибоку освіту та підготовку для вступу до вишів. Перший учительський колектив очолив доктор о. Спиридон Кархут, а навчало гімназисток 5 професорів та одна монахиня. У першому класі разом з підготовчим курсом було 35 учениць.
Спочатку приватна гімназія Сестер Василіянок розташовувалася в Академічному домі на вул. Супінського, 21. Стара споруда гімназії не збереглася. На початку 1920-х років була придбана земельна ділянка при вул. Яна Длугоша, навпроти старого ботанічного саду університету. У 1927 році гімназію перенесли до новозбудованого приміщення.
В умовах окупації ЗУНР Польською державою (1919—1939) гімназія мала повні публічні права. Це означало, що матуру учениці могли здавати у своїй гімназії. Права випускниць перед вступом були повністю рівними з ученицями державних польських гімназій.
Навчалися в гімназії 8 років. З першого гімназійного класу починалось вивчення таких дисциплін: релігії, української, польської та німецької мов, історії України і всесвітньої історії, географії, математики, природознавства, а також малюнку та каліграфії. У старших класах більшу увагу звертали на вивчення класичних мов: грецької та латинської, а також іноземних — німецької та французької. Філософію вивчали у 8-му, випускному класі. Гімназистки повинні були вміти не лише читати та перекладати твори Гомера, Софокла, Еврипіда, Аристофана та інших, але й складати власні твори: вірші, оди, привітання, промови найчастіше латинською мовою. Найкращі твори виходили друком у видавництві «Просвіта».
Іспит зрілості після успішного закінчення 8-го класу складався з письмової та усної частини. Письмово складали українську, польську, латинську, грецьку мови, математику. Усні предмети здавали по одному на день. Це латинська мова, грецька, українська мова та література, математика, фізика. На першій усній матурі (випускному іспиті), як і на всіх наступних до 1930 р., крім професорів, був присутній митрополит Андрей Шептицький.
Іншу сторінку в історію гімназії внесли 1939—1941 роки, а саме у 1939 рік, коли Галичину окупувала Радянська Армія, Гімназію Сестер Василіанок реорганізовано в Середню школу № 4 львівського міськвідділу народної освіти, директором якої став завзятий комуніст Павленко. Деякі монахині, вже у світському одязі, продовжували вчителювати, але з часом пішли. Раніше гімназистки звикли розпочинати науку молитвою, приходили до гімназії дещо раніше, щоб встигнути тихенько помолитися, поки прийде вчитель. Тепер новий директор заборонив молитву, власними руками скинув фігуру Матері Божої, яка стояла у кінці коридору, а на її місце встановив скульптурне погруддя Йосипа Сталіна.
У 1944-1954 роках середня школа № 4 призначалась лише для хлопців, а від 1956 року стала спеціалізованою з поглибленим вивченням англійської мови. У 1960-х роках будівлю школи було розширено. У 2006 році на базі середньої школи № 4 створено Львівську лінгвістичну гімназію. У 2018 році гімназія мала амбіцію стати ліцеєм.

## Мови навчання, література та спеціалізовані предмети
- Українська мова (обов'язкова);
- Англійська мова (британська вимова; обов'язкова);
- Німецька мова (обов'язкова);
- Польська мова (на вибір);
- Французька мова (на вибір);
- Грецька мова (на вибір);
- Італійська мова (на вибір);
- Українська література (обов'язкова);
- Зарубіжна література (загальношкільний курс; обов'язкова);
- Англійська література (обов'язкова);
- Американська література (обов'язкова);
- Країнознавство (Велика британія; обов'язкова).

## Відомі люди

### Директори
- 1906—1913 — о. Спиридон Кархут;
- 1913—1919 — о. Теодозій Лежогубський;
- 1921—1934 — видатний вчений-україніст д-р Василь Щурат;
- 1934—1939 — о. Василь Лициняк.

### Викладачі
- Богдан Барвінський, викладав у 1920-х роках.[2].
- м. Софронія Ерделі — монахиня-василіянка, вчителька грецької і латинської мови.
- м. Северина Париллє — монахиня-василіянка, вчителька польської мови та всесвітньої історії, адміністратор гімназії до 1940 років, засновник етнографічного музею при гімназії.
- Михайло Посацький, вчитель латини і греки.
- Олена Степанів, викладала історію та географію у 1921-1935 роках.
- Ілик Софія Михайлівна — викладач англійської мови, Заслужений вчитель України (18.03.2019).[3]

### Учні
Учнями і випускниками колишньої середньої школи № 4, пізніше львівської лінгвістичної гімназії різних років є письменниця Ірина Левинська-Париллє, героїні ОУН-УПА Катерина Зарицька і Богдана Світлик, мистецтвознавець Віра Свєнціцька, художниця Галина Захарясевич-Липа, краєзнавець, педагог Стефанія Садовська, актор Богдан Ступка, російський політик Григорій Явлінський, співак Святослав Вакарчук, телеведуча нічного випуску ТСН Юлія Бориско, дипломат Маркіян Лубківський, режисер Ігор Кобрин.

## Адміністрація
- Директор: Маринюк Олег Ярославович — викладач української мови та літератури вищої категорії, старший учитель.
- Заступник директора з навчально-виховної роботи: Демченко Соломія Андріївна — викладач української мови та літератури, кандидат філологічних наук
- Заступник директора з навчально-виховної роботи: Ядлось Ярослава Ярославівна — викладач англійської мови вищої категорії, учитель-методист
- Заступник директора з навчально-виховної роботи: Підгірський Василь Михайлович — викладач української мови та літератури вищої категорії, старший учитель.
- Заступник директора з виховної роботи: Сиротюк Людмила Адамівна — викладач  фізики вищої категорії, учитель-методист.